# 용산화학
용산케미칼은 대한민국의 화학회사로 무수말레산과 푸마르산등을 주력으로 하는 회사다. 본사는 서울특별시에 공장은 울산광역시에 있다. 주요주주는 (주)용산과 일본 미쓰이화학이다.

## 역사
- 1973년 - 회사설립
- 1976년 - 울산공장 준공
- 1997년 - 용산화학으로 사명변경
- 2024년 - 용산케미칼로 사명변경

## 같이 보기
- 용산 (기업)
- 미쓰이화학